# USS Caiman (SS-323)
USS Caiman (SS-323) là một  tàu ngầm lớp Balao từng phục vụ cùng Hải quân Hoa Kỳ trong Chiến tranh Thế giới thứ hai. Nó là chiếc tàu chiến duy nhất của Hải quân Hoa Kỳ được đặt cái tên này, theo tên họ Cá sấu mỏm ngắn. Nó đã phục vụ trong Thế Chiến II và thực hiện được bốn chuyến tuần tra cho đến khi khi xung đột chấm dứt, rồi tiếp tục phục vụ trong giai đoạn Chiến tranh Lạnh, đồng thời được nâng cấp theo Chương trình Công suất đẩy dưới nước lớn hơn (GUPPY IA). Con tàu được chuyển cho Thổ Nhĩ Kỳ vào năm 1972, và tiếp tục hoạt động như là chiếc TCG Dumlupınar (S 339) cho đến khi ngừng hoạt động vào năm 1986. Caiman được tặng thưởng hai Ngôi sao Chiến trận do thành tích phục vụ trong Thế Chiến II, và sau đó là danh hiệu Đơn vị Tuyên dương Hải quân cùng ba lần đạt Dãi băng Hiệu quả Chiến trận trong giai đoạn Chiến tranh Lạnh.

## Thiết kế và chế tạo
Thiết kế của lớp Balao được cải tiến dựa trên  tàu ngầm lớp Gato dẫn trước, là một kiểu tàu ngầm hạm đội có tốc độ trên mặt nước cao, tầm hoạt động xa và vũ khí mạnh để tháp tùng hạm đội chiến trận. Khác biệt chính so với lớp Gato là ở cấu trúc lườn chịu áp lực bên trong dày hơn, và sử dụng thép có độ đàn hồi cao (HTS: High-Tensile Steel), cho phép lặn sâu hơn đến 400 ft (120 m). Con tàu dài 311 ft 9 in (95,02 m) và có trọng lượng choán nước 1.526 tấn Anh (1.550 t) khi nổi và 2.424 tấn Anh (2.463 t) khi lặn. Chúng trang bị động cơ diesel dẫn động máy phát điện để cung cấp điện năng cho bốn động cơ điện, đạt được công suất 5.400 shp (4.000 kW) khi nổi và 2.740 shp (2.040 kW) khi lặn, cho phép đạt tốc độ tối đa 20,25 hải lý trên giờ (37,50 km/h) và 8,75 hải lý trên giờ (16,21 km/h) tương ứng. Tầm xa hoạt động là 11.000 hải lý (20.000 km) khi đi trên mặt nước ở tốc độ 10 hải lý trên giờ (19 km/h) và có thể hoạt động kéo dài đến 75 ngày.
Tương tự như lớp Gato dẫn trước, lớp Balao được trang bị mười ống phóng ngư lôi 21 in (530 mm), gồm sáu ống trước mũi và bốn ống phía phía đuôi tàu, chúng mang theo tối đa 24 quả ngư lôi. Vũ khí trên boong tàu gồm một hải pháo 4 inch/50 caliber, một khẩu pháo phòng không Bofors 40 mm nòng đơn và một khẩu đội Oerlikon 20 mm nòng đôi, kèm theo hai súng máy .50 caliber. Trên tháp chỉ huy, ngoài hai kính tiềm vọng, nó còn trang bị ăn-ten radar SD phòng không và SJ dò tìm mặt biển. Tiện nghi cho thủy thủ đoàn bao gồm điều hòa không khí, thực phẩm trữ lạnh, máy lọc nước, máy giặt và giường ngủ cho hầu hết mọi người, giúp họ chịu đựng cái nóng nhiệt đới tại Thái Bình Dương cùng những chuyến tuần tra kéo dài đến hai tháng rưỡi.
Thoạt tiên được dự định đặt tên Blanquillo, nó được đổi tên thành Caiman vào ngày 24 tháng 9, 1942 trước khi được đặt lườn tại xưởng tàu của hãng Electric Boat Company ở Groton, Connecticut vào ngày 24 tháng 6, 1943. Nó được hạ thủy vào ngày 30 tháng 3, 1944, được đỡ đầu bởi bà Raymond C. Bonjour, và được cho nhập biên chế cùng Hải quân Hoa Kỳ vào ngày 17 tháng 7, 1944 dưới quyền chỉ huy của Hạm trưởng, Trung tá Hải quân John Behling Azer.

## Lịch sử hoạt động

### USSCaiman

#### Chuyến tuần tra thứ nhất
Caiman khởi hành từ Trân Châu Cảng vào ngày 13 tháng 11, 1944 cho chuyến tuần tra đầu tiên, và sau khi ghé đến Saipan thuộc quần đảo Mariana để đưa một sĩ quan mắc bệnh lên bờ, đã tiến tục đi đến khu vực tuần tra tại biển Đông. Con tàu kết hợp nhiệm vụ tuần tra với hoạt động tìm kiếm và giải cứu hỗ trợ các hoạt động không kích, nhưng không tìm thấy tàu buôn đối phương nào. Nó quay trở về căn cứ tại Fremantle, Australia vào ngày 22 tháng 1, 1945 để được tái trang bị.

#### Chuyến tuần tra thứ hai và thứ ba
Trong chuyến tuần tra thứ hai từ ngày 18 tháng 2 đến ngày 6 tháng 4 tại biển Đông và vùng vịnh Thái Lan, Caiman không tìm thấy mục tiêu nào phù hợp. Sang chuyến tuần tra thứ ba khởi hành từ vịnh Subic, Philippines vào ngày28 tháng 4 tại khu vực ngoài khơi phía Nam Đông Dương thuộc Pháp và phía Tây Borneo, nó đã đánh chìm hai thuyền buồm nhỏ. Nó kết thúc chuyến tuần tra khi quay trở về Fremantle vào ngày 27 tháng 6 để được tái trang bị. 

#### Chuyến tuần tra thứ tư
Trong chuyến tuần tra thứ tư từ ngày 22 tháng 7 đến ngày 19 tháng 8, Caiman thực hiện những nhiệm vụ đặc biệt nguy hiểm, bao gồm việc cho đổ bộ và di tản những nhân viên tình báo tại bờ biển đảo Java. Nó cũng đã đánh chìm một thuyền buồm, và vẫn đang đường tuần tra khi Nhật Bản chấp nhận đầu hàng vào ngày 15 tháng 8, giúp chấm dứt vĩnh viễn cuộc xung đột. Con tàu quay trở về vịnh Subic trước khi lên đường quay trở về vùng bờ Tây Hoa Kỳ. 

#### 1946 - 1972
Sau chiến tranh, Caiman tiếp tục hoạt động tại các khu vực San Diego, Guam và Trân Châu Cảng. Nó khởi hành từ Seattle, Washington vào năm 1947 cho một chuyến đi thám hiểm lên vòng Bắc Cực trong khuôn khổ Chiến dịch Blue Nose, rồi sau đó đặt căn cứ tại Seattle để phục vụ như một tàu huấn luyện dự bị. Nó đi đến Xưởng hải quân Mare Island vào ngày 23 tháng 4, 1951 để được nâng cấp trong khuôn khổ Dự án GUPPY IA, rồi sau đó đặt căn cứ tại Trân Châu Cảng và San Diego để luân phiên những hoạt động tại chỗ và tập trận hạm đội với những chuyến phái đi hoạt động tại Viễn Đông theo chu kỳ 18 tháng. Trong chuyến đi năm 1957, ngoài các cảng Nhật Bản và Philippine như thường lệ, chiếc tàu ngầm còn ghé đến Brisbane, Australia.

### TCGDumlupınar(S-339)
Caiman được cho xuất biên chế đồng thời rút tên khỏi danh sách Đăng bạ Hải quân vào ngày 30 tháng 6, 1972 để được chuyển giao cho Thổ Nhĩ Kỳ trong khuôn khổ Chương trình Viện trợ Quân sự. Nó đi đến căn cứ hải quân tại Gölcük vào ngày 23 tháng 8, và nhập biên chế cùng Hải quân Thổ Nhĩ Kỳ vào ngày hôm sau như là chiếc TCG Dumlupınar (S-339), là chiếc tàu chiến thứ ba mang cái tên này, được đặt theo tên trận Dumlupınar, trận chiến cuối cùng mang tính quyết định của cuộc Chiến tranh giành độc lập Thổ Nhĩ Kỳ.
Vào ngày 31 tháng 8, 1976, Dumlupınar gặp tai nạn va chạm với chiếc tàu chở hàng Xô viết Szik Vovilov trong eo biển Dardanelles. May mắn là chiếc tàu ngầm được cho mắc cạn tại bờ biển gần đó, tránh cho nó số phận bi thảm của tàu ngầm TCG Dumlupinar cùng tên vào năm 1953. Nó được trục vớt, sửa chữa thành công và tiếp tục hoạt động cho đến khi xuất biên chế vào ngày 6 tháng 2, 1983. Con tàu được đổi tên thành Ceryan Botu (Y-1247) để sử dụng cho việc nạp điện tại xưởng hải quân tại Gölcük, rồi ngừng hoạt động vào ngày 15 tháng 9, 1986.

## Phần thưởng
Caiman được tặng thưởng hai Ngôi sao Chiến trận do thành tích phục vụ trong Thế Chiến II, và sau đó là danh hiệu Đơn vị Tuyên dương Hải quân cùng ba lần đạt Dãi băng Hiệu quả Chiến trận trong giai đoạn Chiến tranh Lạnh.
|  |                           |  |
|  | Bronze star · Bronze star |  |

| Dãi băng Hoạt động Tác chiến  | Đơn vị Tuyên dương Hải quân                                             | Dãi băng Hiệu quả Chiến trận với ba dấu "E" |
| Huân chương Chiến dịch Hoa Kỳ | Huân chương Chiến dịch Châu Á-Thái Bình Dương với 2 Ngôi sao Chiến trận | Huân chương Chiến thắng Thế Chiến II        |